# Gépébus Oréos 4X
De Gépébus Oréos 4X is een midibustype van de Franse busfabrikant PVI. Het is een elektrische bus en is onderdeel van een busscala genaamd Gépébus Oréos. De bus heeft een actieradius van 120 km, een maximumsnelheid van 70 km/h en kan maximaal 47 personen vervoeren.

## Inzet
In België heeft De Lijn een week lang met de bus op proef gereden in Gent. Daarnaast rijden er nog enkele exemplaren rond in Frankrijk bij Transdev.
| Land      | Bedrijf              | Aantal | Series  | Inzet                                         | Opmerking |
| --------- | -------------------- | ------ | ------- | --------------------------------------------- | --------- |
| België    | De Lijn              | 1      | ??      | Gent                                          |           |
| Duitsland | Stadtwerke Osnabrück | 1      | 182     | Osnabrück                                     |           |
| Frankrijk | RATP                 | 16     | 807-822 | Parijs (lijn 518 Traverse Batignolles-Bichat) |           |
| Frankrijk | Transdev             | ??     | ??      | Coulommiers                                   |           |

## Verwante bustypen
- Gépébus Oréos 2X